# Roncocreagris blothroides
Espèce
Synonymes
- Microcreagris blothroides Beier, 1962

Roncocreagris blothroides est une espèce de pseudoscorpions de la famille des Neobisiidae.

## Distribution
Cette espèce est endémique du Centre au Portugal. Elle se rencontre dans la Serra de Sicó dans les grottes Gruta da Cerâmica, Gruta de Santa Maria da Estrela et Algar da Confraria.

## Description
Roncocreagris blothroides mesure de 3,08 à 3,1 mm.

## Systématique et taxinomie
Cette espèce a été décrite sous le protonyme Microcreagris blothroides par Beier en 1962. Elle est placée dans le genre Roncocreagris par Mahnert en 1976.

## Publication originale
- Beier, 1962 : Eine neue Microcreagris aus Portugal. Voyage au Portugal du Dr. K. Lindberg. Boletim da Sociedade Portuguesa de Ciencias Naturais, sér. 2, vol. 9, p. 25-26.